# Trinksystem

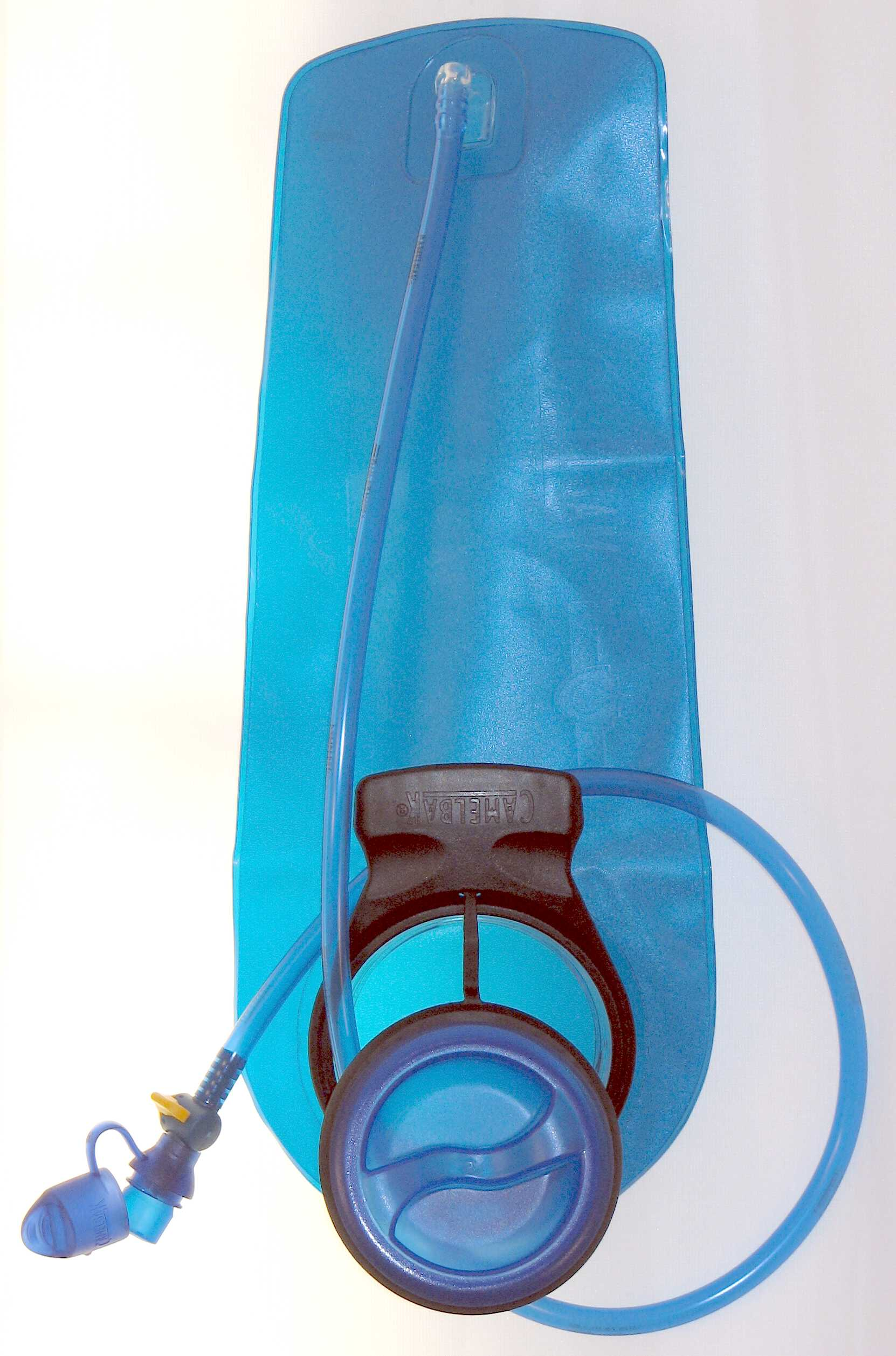
Trinksystem als Beutel mit Trinkschlauch und Beißventil

Bei einem Trinksystem handelt es sich um einen Apparat, mit dessen Hilfe man Flüssigkeiten zu sich nehmen kann. Es besteht aus einem wasserspeichernden Behälter, der mit einem Schlauch mit einem Mundstück verbunden ist. In dem Mundstück ist ein Ventil eingebaut, das sich durch Beißen öffnet.
Der Wasserbehälter, meist ein Kunststoffbeutel oder eine Flasche, wird zumeist in einem Trinkrucksack untergebracht. Der Schlauch wird dann durch eine Öffnung im Rucksack zum Mund geführt. Neben Rucksäcken sind Lauf-/Trinkwesten und Bauchtaschen (Trinkgürtel) handelsüblich.
Die Trinkbeutel werden vorwiegend in Größen von 1,5 Liter, 2 Liter und 3 Liter Fassungsvermögen vertrieben.

## Einsatzgebiete
Trinksysteme werden in vielen Sportarten eingesetzt, zum Beispiel beim Wandern oder beim Fahrradfahren. Sie dienen der Flüssigkeitsaufnahme ohne Unterbrechung der sportlichen Aktivität, entweder anstelle oder ergänzend zu Trinkflaschen.
Trinkrucksäcke gehören ferner zur Standardausrüstung der Soldaten vieler Armeen weltweit.

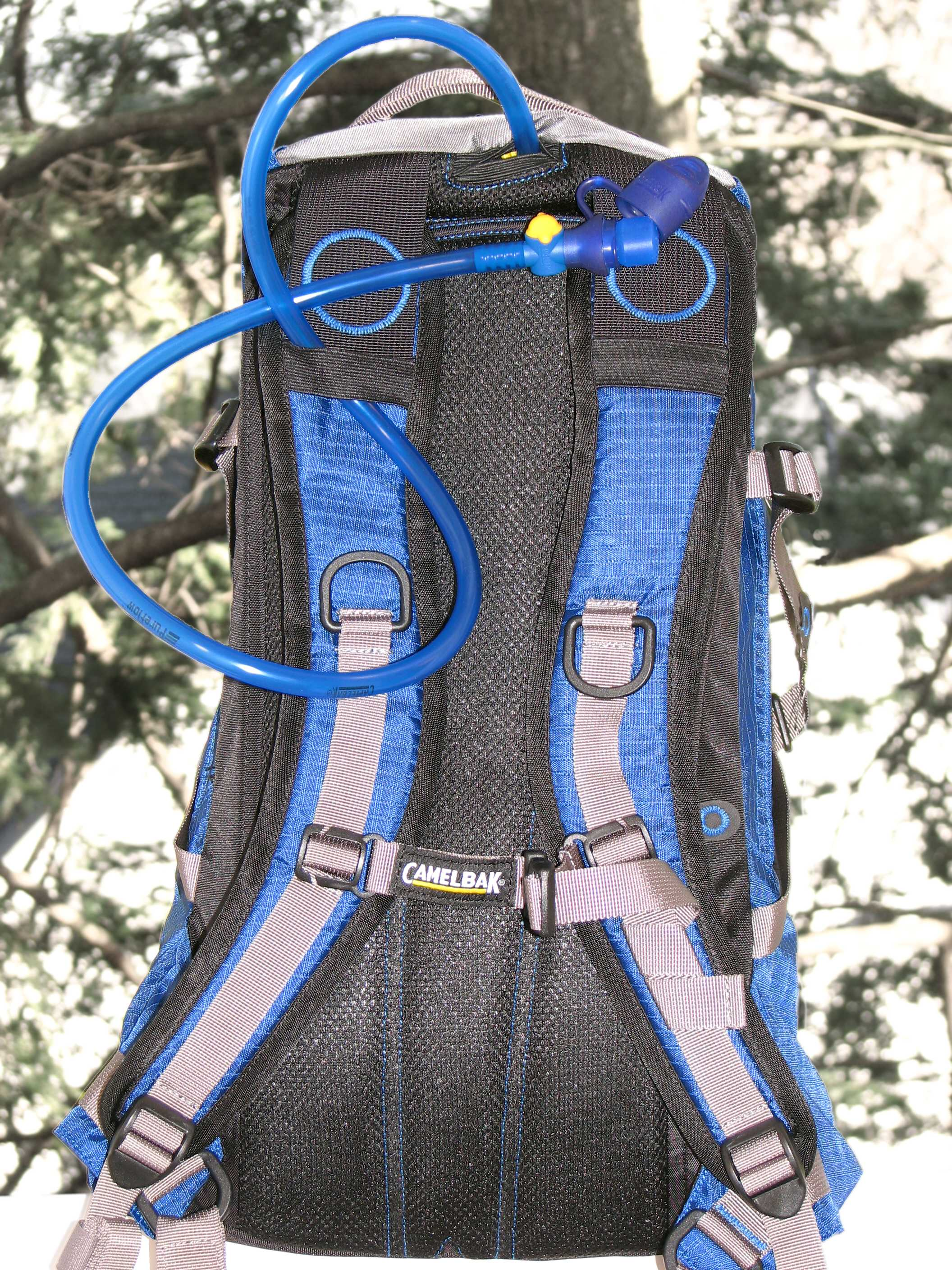
Trinkrucksack
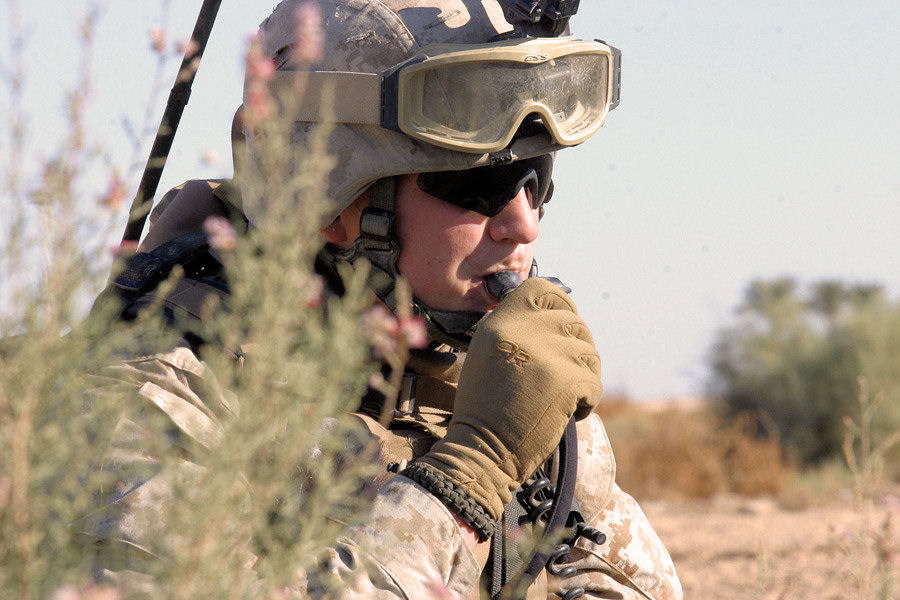
Soldat des USMC mit Trinksystem
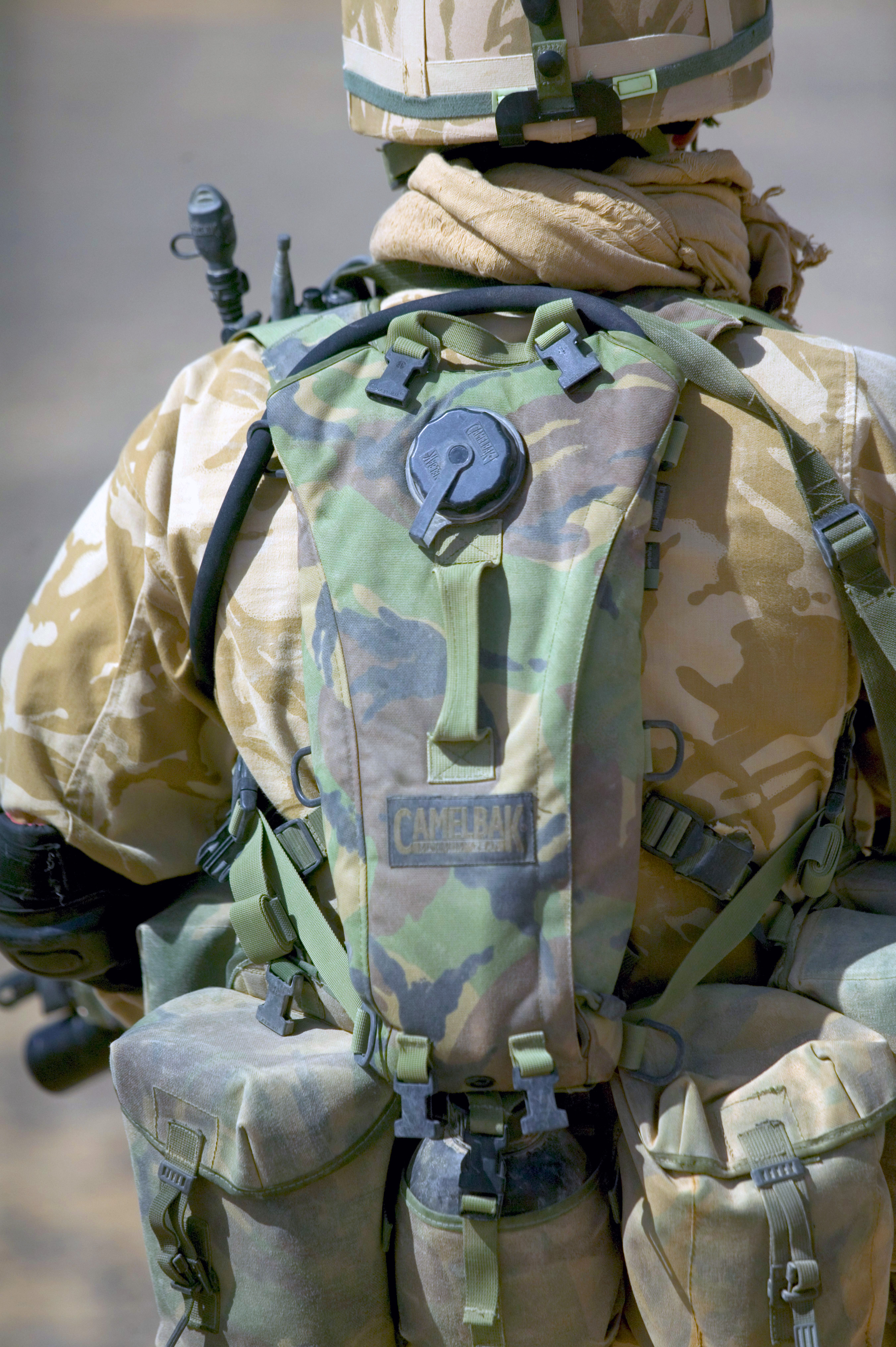
Trinkrucksack eines Soldaten der British Army

## Befüllung
Trinksysteme werden in der Regel mit Leitungswasser befüllt, sodass das System nach Verwendung einfach getrocknet werden kann. Die Verwendung von zuckerhaltigen bzw. isotonischen Getränken ist grundsätzlich möglich, jedoch gestaltet sich dann die Reinigung des Trinkschlauches aufwändiger. Zur Vermeidung von Schimmel wird dann das Innere mit einer dünnen und flexiblen Bürste geschrubbt. Als Lösung bieten mehrere Hersteller zuckerfreie Brausetabletten an, die dem Wasser Salze und Geschmack zufügen, ohne den Reinigungsaufwand erheblich zu steigern.

## Temperaturbeständigkeit
Die meisten Systeme basieren auf Polyamid (Nylon) oder Polyurethan. Beide Stoffe sind nur bis etwa 50 °C hitzebeständig und dürfen auf keinen Fall in die Mikrowelle gelegt werden. Obwohl die Stoffe Temperaturen bis −20 °C unbeschadet überstehen, besteht die Gefahr, dass gefrierende Getränke sich ausdehnen und so den Trinkbeutel von innen zerreißen. Deshalb wird empfohlen, unter dem Gefrierpunkt Trinkbeutel nur zur Hälfte zu befüllen und im Inneren des Rucksackes zu isolieren.